# 薩爾巴赫河 (阿爾河支流)
50°30′38″N 6°58′33″E / 50.5106165°N 6.9758243°E

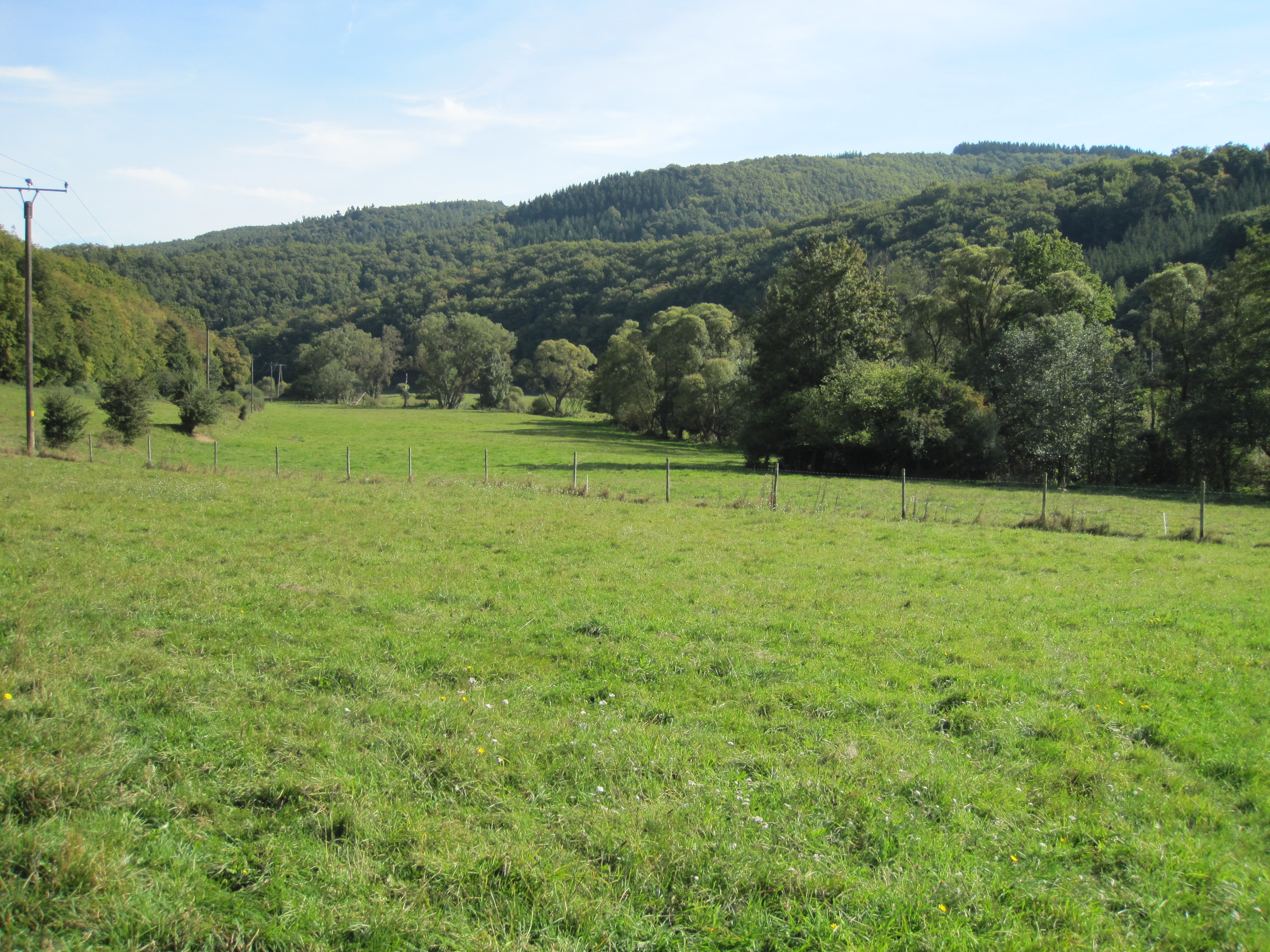

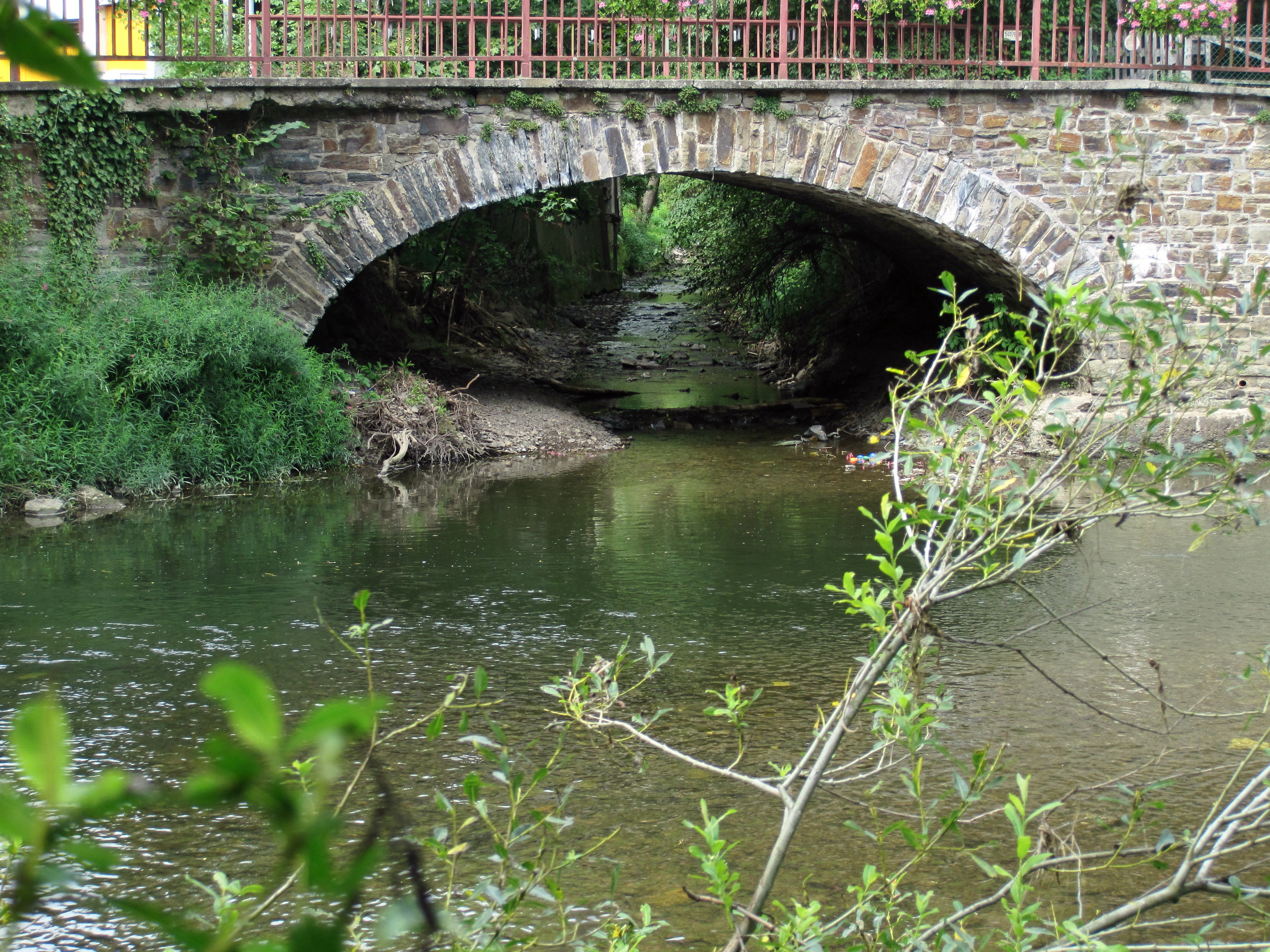

薩爾巴赫河（德語：Sahrbach），是德國的河流，位於該國西部，流經北萊茵-威斯特法倫州和萊茵蘭-普法爾茨州，屬於阿爾河的左支流，河道全長15.3公里，流域面積46.1平方公里。